# Сарісаріньяма
Сарісаріньяма (ісп. Sarisariñama) — гора-тепуй в штаті Болівар, Венесуела, біля кордону з Бразилією на території Національного парку Хауа-Сарісаріньяма (Jaua-Sarisariñama). Висота гори 2 300 м.
Ця столова гора — одна з наайвіддаленіших у країні, найближча дорога проходить в сотнях кілометрів від неї. Наразі доступ обмежений лише для наукових дослідників.
Найвідзначніша й найсвоєрідніша ознака цього тепуя 2300 м заввишки — це наявність на його верху сливе круглих карстових порожнин, які й досі є загадкою геології. Ці глибокі западини мають діаметр 350 м, завглибшки вони так само 350 м. Стіни цих колодязів, повністю вертикальні і відтак неподоланні для істот, що населюють дно прірви, дозволили заховати неповторну екосистему, що має унікальні види рослин і тварин, що не зустрічаються більше ніде на планеті (ендеміки). Першого разу ці колодязі було досліджено й задокументовано 1974 р.

## Історія вивчення
Тепуй Сарісаріньяма знаходиться за кількасот кілометрів від найближчої автомобільної дороги, через що довгий час ніхто його не вивчав. Перший помітний дослід було зреалізовано в листопаді 1964 р.: пілот Гаррі Ґібсон пролетів над горою на літаку й побачив величезні западини. Перше успішне приземлення на Сарісаріньяму здійснив орнітолог Вільям Г. Фелпс молодший у березні 1967 р. У лютому 1974 р. експедиція під керівництвом Чарльза Бруера-Каріаса вивчала тепуй і колодязі. В експедиції брали участь такі наукові дослідники: ботанік Джуліан Стаєрмарк, Вільям Г. Фелпс молодший, орхідеологи Столкі Данстервілл і його дружина Нора. Їхні висновки показали, що обидва колодязі мають унікальну екосистему з багатьма видами тварин і рослин.

## Біогеографія
Сарісаріньяма, подібно до інших тепуїв, складається з кварциту формації Рорайма, що належить до Палеопротерозойської ери. Поверхня вершини тепуя Сарісаріньяма складає 482 км². Поврехня схилу складає 482 км². На відміну від більшості тепуїв Гаяни, Венесуели й Бразилії більша частина поверхні Сарісаріньями дуже лісиста, показує велике різноманіття лісових видів рослин 15—25 м заввишки. Її відокремлена екосистема особливо багата на ендемічні види тварин і рослин.

### Цікаві дані
- Розташування: 4°44′59″ N (4.750°), 64°24′2″ W (−64.401°)
- Поверхня: 300 000 га
- Високість: між 500 і 2400 мнрм
- Температура: між 12 і 24 °C
- Опади: від 2800 до 3600 мм на рік
- Флора: папороті, орхідеї, вересові, айстрові, осокові, бромелієві
- Фауна: Marmosa tyleriana,[9] Stefania riae,[10] Steatornis caripensis (гуахаро),[2] тапіри, ягуари.

## Западини
Найсвоєріднішою відзнакою цього тепуя є його западини, чи колодязі. Наразі відомо чотири колодязі. Два з них, печера-колодязь Гумбольдта й колодязь Мартель, названі на честь природознавців Александра фон Гумбольдта й Едуарда-Альфреда Мартеля, на погляд незвичайні, величезні, добре вивчені, з відокремленою лісовою екосистемою на дні кожного з них. Найбільша з усіх, печера Гумбольдта, сягає 352 м завширшки й 314 м завглибшки.